# Byksjön
Byksjön är en sjö i Nyköpings kommun i Södermanland och ingår i Svärtaåns huvudavrinningsområde. Sjön har en area på 0,0434 kvadratkilometer och ligger 45,3 meter över havet.

## Delavrinningsområde
Byksjön ingår i det delavrinningsområde (653188-158690) som SMHI kallar för Mynnar i Svarvaren. Medelhöjden är 37 meter över havet och ytan är 24,74 kvadratkilometer. Det finns inga avrinningsområden uppströms utan avrinningsområdet är högsta punkten. Lästringeån som avvattnar avrinningsområdet har biflödesordning 2, vilket innebär att vattnet flödar genom totalt 2 vattendrag innan det når havet efter 24 kilometer. Avrinningsområdet består mestadels av skog (57 procent), öppen mark (11 procent) och jordbruk (25 procent). Avrinningsområdet har 0,48 kvadratkilometer vattenytor vilket ger det en sjöprocent på 1,9 procent. Bebyggelsen i området täcker en yta av 0,7 kvadratkilometer eller 3 procent av avrinningsområdet.